# ایش بانک ترکیه

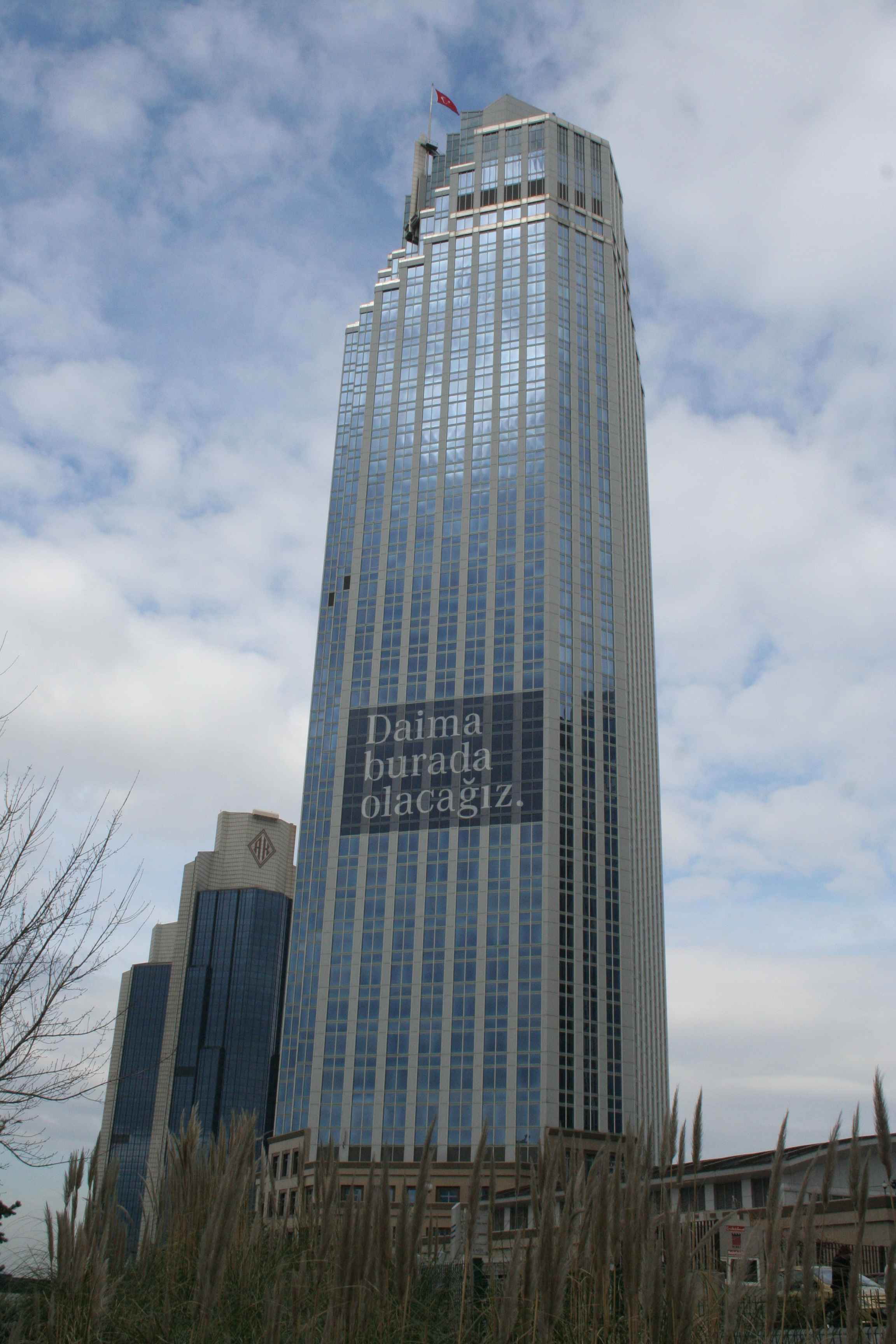
برج ایش‌بانک ۱، ساختمان مرکزی ترکیه ایش بانکاسی

ایش بانک ترکیه (به ترکی استانبولی: Türkiye İş Bankası) بزرگترین بانک ترکیه است، که هم‌اکنون در فهرست منتشر شده توسط فایننشیال تایمز، از ۱۰۰۰ بانک برتر جهان، در رتبه ۱۰۲ قرار دارد، همچنین در سال ۲۰۰۸ در فهرست فوربز جهانی ۲۰۰۰ رتبه ۳۷۱ از بزرگترین شرکت‌های جهان را به خود اختصاص داده است.
ترکیه ایش بانکاسی در سال ۱۹۲۴ با دستور مصطفی کمال آتاترک و تحت مدیریت جلال بایار راه‌اندازی شد و در حال حاضر دارای شبکه‌ای از ۱٫۱۸۴ شعبه بانک در ترکیه می‌باشد و شعبه‌های بین‌المللی آن در کشورهای جمهوری ترک قبرس شمالی، ایرلند، بریتانیا، آلمان، بحرین، چین، مصر، هلند، فرانسه و سوئیس مستقر می‌باشند.
شعبه مرکزی این شرکت در شهر بشیکتاش، استانبول قرار دارد و سهام آن در بازارهای بورس لندن و بورس استانبول معامله می‌شود.

## تاریخچه
بعد از انحلال امپراتوری عثمانی در سال ۱۹۲۲ و به دنبال آن اعلام جمهوری در ترکیه، مصطفی آتاتورک به عنوان نخست وزیر کشور توسط پارلمان انتخاب شد.  آتاتورک به سرعت متوجه شد که دولت پس از خرابی های جنگ، نیاز به یک بانک ملی قوی برای بازسازی اقتصاد ترکیه دارد. به همین دلیل دستور تاسیس ایش بانک ترکیه را صادر کرد. این بانک در معنای واقعی کلمه اولین بانک ملی در جمهوری ترکیه می باشد که در ازمیر تاسیس شد. آتاترک دوست و همکار قدیمی خود جلال بایار را به عنوان رییس بانک در ترکیه در نظر گرفت. ایش بانک ترکیه با دو شعبه و ۳۷ کارمند تحت رهبری جلال بایار شروع به کار کرد. می توان به جرات گفت که هدف از تاسیس این بانک این موضوع بود که مسلمانان در هند و پاکستان قادر باشند به واسطه بانک امپریال ترکیه، به کشور ترکیه شمش و طلا بفرستند تا بتوانند در جنگ استقلال ترکیه از این کشور حمایت کنند.

## خدمات
- بانکداری شرکتی
- بانکداری بازرگانی
- بانکداری جزیی
- بانکداری خصوصی
- عملیات بازار سرمایه
- سایر خدمات بانکی